# Timo V. Korhonen
Timo Vesa Korhonen, född 23 september 1959 i Sotkamo, är en finländsk politiker (Centern). Han var ledamot av Finlands riksdag 2007–2019. Korhonen har arbetat som verksamhetsledare för Centralförbundet för lant- och skogsbruksproducenter (MTK) i Kajanaland.
Korhonen omvaldes i riksdagen i riksdagsvalet 2015 med 5 180 röster från Uleåborgs valkrets.